# Dictadura de Francisco de Miranda
La dictadura de Francisco de Miranda fue el tercer y último gobierno de la Primera República de Venezuela, sucediendo al Segundo Triunvirato en 1812, durante la Guerra de Independencia de Venezuela, siendo el diputado Miranda nombrado Dictador Plenipotenciario y Jefe Supremo por el Primer Congreso Nacional de Venezuela como último acto antes de su disolución en medio de una fuerte inestabilidad nacional.
El gobierno duró casi dos meses, y tras la capitulación de Miranda ante el Imperio español, este fue apresado por Simón Bolívar y otros oficiales, siendo entregado a Domingo de Monteverde y llevado a prisión en España.

## Antecedentes
En 1811 se instaló una asamblea constituyente en el país, donde se reformó el Estado. Según la historiadora Alejandra Martínez Cánchica: «Para la Primera República venezolana, entre los años 11 y 12, los patriotas republicanos en Venezuela aún sentían cierto resquemor hacia un sistema político centralizado que pudiese derivar en despotismo absolutista, por ello en la Constitución Federal de 1811, elaboraron una serie de trabas al poder Ejecutivo mediante un triunvirato que se alternara en el poder». Miranda suscribió a ésta con reservas, debido a que no la consideraba adecuada para una república naciente.
Al ser nombrado, el diputado Francisco de Miranda declaró:

Voy a presidir los funerales de Venezuela.

## Política nacional

### Política de defensa

#### Reclutamiento
En 1812 el general Francisco de Miranda decretó la ley marcial donde solicitaba a todos los hombres entre 15 y 55 años alistarse y los que se resistieran serían considerados traidores y juzgados. También solicitó la incorporación de mil esclavos a su ejército ofreciéndole la libertad luego de cuatro años de servicio y destacadas acciones en combate. Esta oferta causó rechazó no solo en los realistas, sino también entre parte de los republicanos que no veían con buenos ojos la incorporación de los esclavos. Varios de los principales promotores del movimiento independentista eran propietarios de grandes haciendas cuya principal mano de obra eran los esclavos. Además, el temor a que se repitieran los sucesos de la revolución haitiana en Venezuela llevó a que algunos líderes desalentaran la incorporación de los esclavos en el conflicto.

## Arresto de Miranda

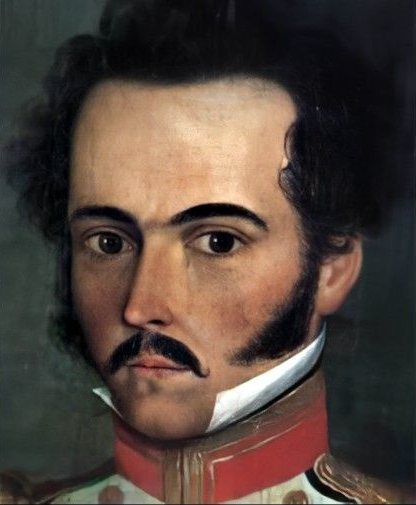
Simón Bolívar arrestó a Miranda en 1812.

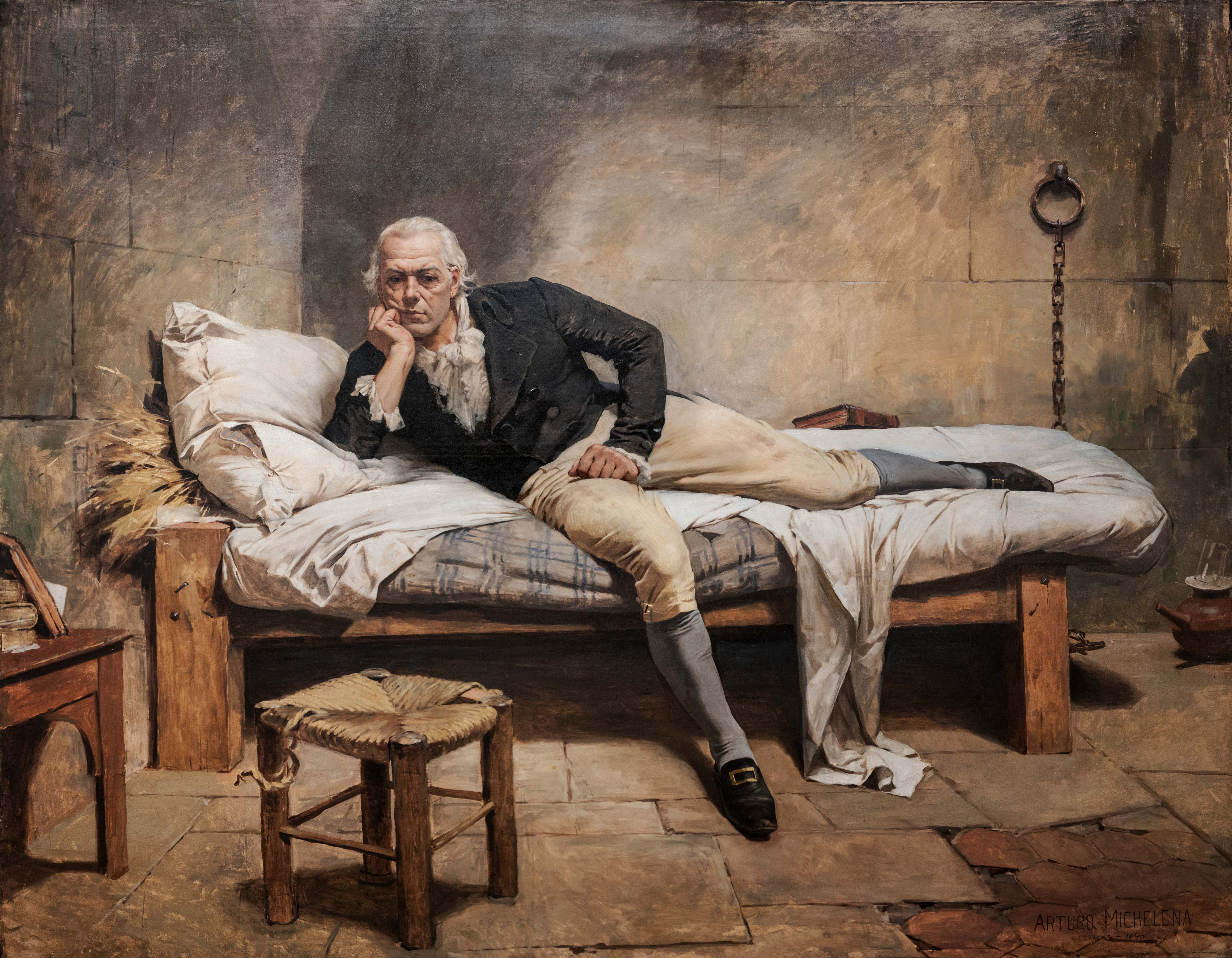
Miranda en la Carraca, por Arturo Michelena.

El 29 de julio de 1812 la toma de Caracas por parte de Domingo de Monteverde era inevitable, por lo que Miranda se dirigió a La Guaira para escapar. Dio órdenes a su edecán y secretario Pedro Antonio Leleux para embarcar su archivo y libros hasta Curazao; el capitán de la embarcación que lo llevaría a Miranda hacia ese lugar le propuso que partieran de inmediato, pero él prefirió que pasar una noche e irse al amanecer. Según Parra-Pérez en Historia de la Primera República de Venezuela Miranda llegó a La Guaira el 30 de julio a las siete de la noche y se hospedó en casa del comandante militar de la zona, Manuel María de las Casas. 
La capitulación de Miranda ante el Imperio español fue mal recibida por su subalterno, el comandante militar de Puerto Cabello, Simón Bolívar, quien, según él, no pudo dormir por doce días, considerando los hechos una traición, por lo que organizó el arresto de Miranda con otros jóvenes oficiales cuando este se disponía a abandonar el país; Bolívar tuvo intenciones de fusilar a Miranda. Según Parra-Pérez, se juntaron en secreto Manuel María de las Casas, el doctor Miguel Peña, los comandantes Tomás Montilla, Rafael Chatillón, José Landaeta, Juan José Valdés y los coroneles Juan Paz del Castillo, José Mires, Manuel Cortés Campomanes y Simón Bolívar. En la madrugada del 31 de julio Miranda dormía, cuando Bolívar, Chatillón y Montilla irrumpieron en su habitación. El generalísimo le pidió la linterna a su asistente, Carlos Soublette, e iluminó los rostros de sus captores. La tradición dice que exclamó:

Bochinche, bochinche, esta gente no saben hacer sino bochinche.

Siguiendo instrucciones de Monteverde, De las Casas entregó a Miranda a Francisco Javier Cervériz y este lo arrestó en el Castillo San Carlos, en La Guaira.
A cambio de su entrega, Domingo de Monteverde perdonó su pasado insurgente a los capturadores de Miranda: Bolívar, Chatillón y Montilla; Miranda fue llevado a la fortaleza de El Morro en Puerto Rico y de ahí encarcelado a España en 1813, lugar donde moriría exiliado. Sus restos nunca fueron encontrados.

## Análisis
Según Mijares y Martínez Cánchica «la instauración de la dictadura y el otorgamiento de poderes especiales al Generalísimo fue una acción desesperada y tardía, debido a las desavenencias entre el Ejecutivo y el Legislativo y en la adopción del sistema federal, lo que llevó a la pérdida de Puerto Cabello, capitulación y posterior encarcelamiento de Miranda».
A pesar de haber apresado a Miranda, Simón Bolívar lo describió en 1826 como «el más ilustre colombiano».